# 雪山ひろしショウ
雪山ひろしショウ（ゆきやまひろしショウ）は、かつてニッポン放送の土曜日朝の時間帯で放送されていたラジオ番組。パーソナリティは雪山ひろし。放送期間は1972年4月8日から1973年10月3日まで。

## 放送時間
- 毎週土曜日　7:00～9:00

## 出演者
- パーソナリティ:雪山ひろし

## 概要
当時ニッポン放送では、番組を担当するパーソナリティの名前に「ショウ」を付けたワイド番組を数多く放送しており、当番組もそのひとつである。当番組開始以前、ニッポン放送の同じ土曜日の放送枠は、平日にも放送していた『お早ようネットワーク』となっていたが、平日も含めた同時間帯の番組再編により、1972年4月8日から土曜日の新番組としてスタートした。